# كونسيساو أندرادي
كونسيساو أندرادي (من مواليد 19 نوفمبر 1940) محامية وسياسية برازيلية. كانت عمدة ساو لويس (1993-1997) ونائبة الولاية (1987-1991).